# Família Manson
La família Manson fou un grup o una secta establert a Califòrnia, a la fi dels anys 60, dirigida per Charles Manson. Van guanyar notorietat després de l'assassinat de l'actriu Sharon Tate i altres quatre persones, el 9 d'agost de 1969, per Charles "Tex" Watson i altres tres membres de la «família Manson», actuant sota les instruccions de Charles Manson. Els membres del grup també van ser responsables d'una altra sèrie d'assassinats i agressions.

## Formació

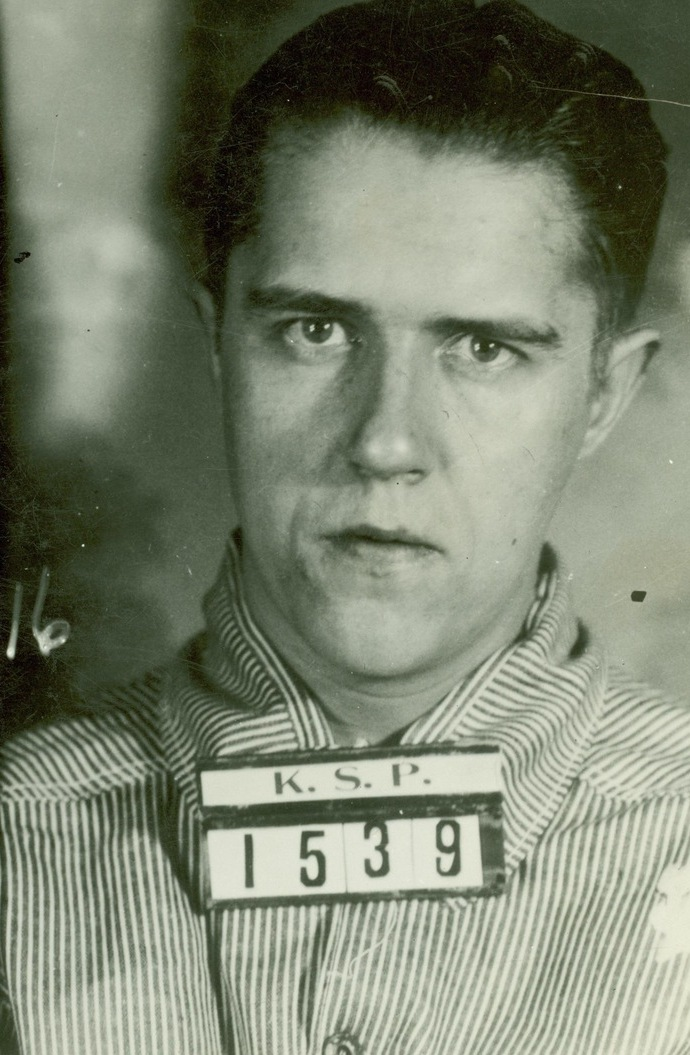
Alvin Karpis, va ensenyar Manson a tocar la guitarra a la presó.

Després de diversos arrests, Manson va ser alliberat de la presó el 1967 i es va traslladar a San Francisco, on amb l'ajuda d'un conegut de la presó, es va mudar a un apartament de Berkeley, Califòrnia. A la presó, un lladre de bancs anomenat Alvin Karpis, li havia ensenyat a tocar la guitarra d'acer. Vivint pràcticament com un indigent, va conèixer Mary Brunner, una jove de 23 anys, provinent de la Universitat de Wisconsin. Brunner treballava com a assistent de biblioteca de la Universitat de Berkeley, i Manson se'n va anar a viure amb ella. Després Manson, contra la voluntat de Brunner, va convidar una altra dona a viure amb ells. En poc temps, estaven compartint la residència de Brunner amb 18 dones més.
Manson es va establir com un guru a San Francisco durant l'"Estiu de l'Amor" de 1967, aprofitant els festivals i concentracions hippies. Aviat va tenir el seu primer grup de seguidors, els quals es van anomenar «la família Manson». La majoria dels qui el seguien eren dones.
En l'avaluació personal de Manson quan va ingressar al centre penitenciari dels Estats Units a l'illa de McNeil a Washington el juliol de 1961, Manson va escollir la cienciologia com la seva religió.
Abans que acabés l'estiu, Manson i vuit o nou dels seus seguidors van pujar a un autobús escolar que havien personalitzat a l'estil hippie amb catifes i coixins de colors, i van recórrer el nord fins a l'estat de Washington, i després cap al sud a través de Los Angeles, Mèxic i el sud-oest, per després tornar a la zona de Los Angeles. Vivien a Topanga, Malibu i Venice Beach.
El 1967, Brunner va quedar embarassada de Manson i el 15 d'abril de 1968 va donar a llum un nen al qual va anomenar Valentine Michael (amb el sobrenom de Pooh Bear).
L'actor Al Lewis, que va deixar els seus fills amb Manson perquè aquest els cuidés en un parell d'ocasions, el va descriure com «un bon tipus quan el vaig conèixer».

### Relació amb Dennis Wilson

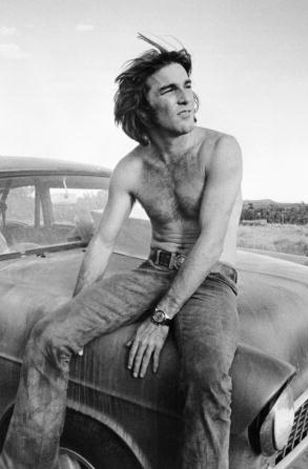
Dennis Wilson bateria de The Beach Boys el 1971

Charles Manson va conèixer Dennis Wilson (bateria de The Beach Boys) a mitjan 1968. D'acord amb el seu amic i després lletrista, Stanley Shapiro, un dia mentre Dennis conduïa per la carretera va pujar a dues noies que feien auto-stop al seu cotxe que van resultar ser membres del clan Manson i no deixaven d'anomenar a Charlie Manson com «el mag». L'assumpte va despertar l'interès de Dennis. Segons Dennis, a la nit següent en tornar a casa seva a Malibu d'una sessió d'enregistrament a les tres de la matinada, es va trobar a l'entrada amb un home de curta alçada i barba, que se li va acostar. Dennis li va preguntar: «Em véns a fer mal?» i l'homenet li va respondre: «Creus que estic aquí per a fer-te mal, germà?» i es va agenollar per besar-li les sabates (aquesta era una de les obertures preferides de Manson). Quan Dennis va entrar a la seva casa acompanyat de Manson, es va trobar amb una dotzena de desconeguts a casa seva, la gran majoria dones, el punt feble de Dennis.
Manson va arribar a gravar algunes cançons, segons ell mateix relata:
| « | Jo estava amb Dennis a l'estudi domèstic de Brian Wilson (el germà de Dennis) que era més gran que la majoria d'estudis comercials... Férem una sessió, deixant al voltant de deu cançons. | » |

Si bé el grup ha negat enèrgicament que existeixin aquests enregistraments (fins i tot amb coproduccions de Carl i Brian, i no de Dennis com tantes vegades s'havia dit), l'enginyer Stephen Desper va afirmar que existeixen, fins i tot va dir que el material de Manson era "bastant bo... tenia talent musical".

### Ranxo de Charles Manson

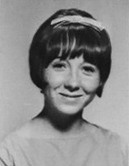
Lynette Fromme, membre de la «família Manson»

L'agost de 1968, Manson va establir un cau per al grup al Ranxo Spahn, un ranxo on sovint es filmaven pel·lícules del Far West, després que el mànager de Wilson va dir a la «família Manson» que havien de sortir de la casa de Wilson.
Els membres de la «família Manson» van fer diferents treballs al ranxo. A més, Manson va ordenar a les dones, incloent a Lynette Fromme, que de tant en tant tinguessin relacions amb l'octogenari i ja pràcticament cec, amo del ranxo. Pràcticament totes les dones van actuar com a objectes sexuals per a l'amo a canvi de no pagar el lloguer.
Charles "Tex" Watson aviat es va unir al grup en el Ranxo Spahn. Watson era un texà de poble que havia deixat la universitat i s'havia traslladat a Califòrnia.

### Helter Skelter

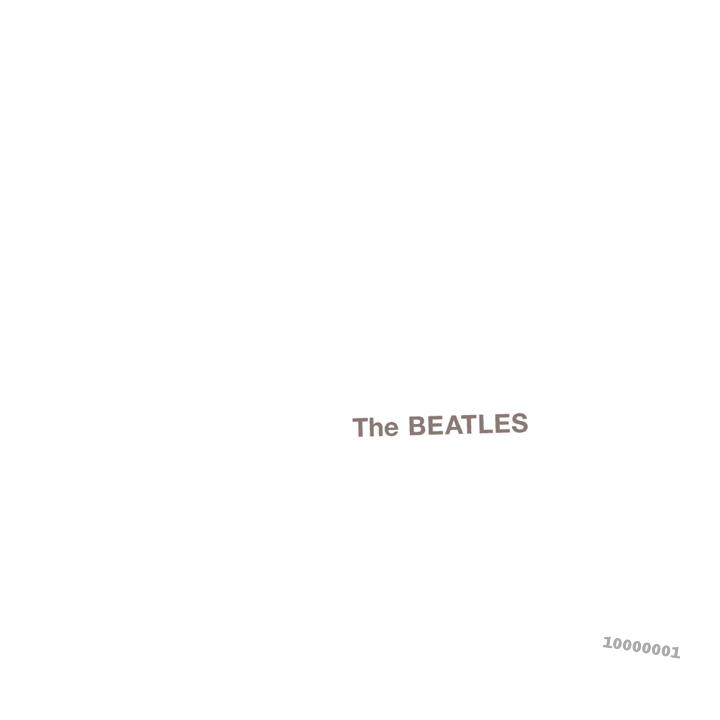
«Helter Skelter», cançó del White Album de The Beatles. Charles Manson va interpretar la cançó dient que "Helter Skelter" era la guerra racial entre negres i blancs que, segons ell, s'acostava. El títol de la cançó va aparèixer escrit amb sang en l'escena d'un dels crims ordenats per Manson.

En els primers dies de novembre de 1968, la «família Manson» es va establir als voltants de la Vall de la Mort, Califòrnia, on van ocupar dos ranxos abandonats anomenats Myers i Barker. El ranxo Myers, on el grup s'havia dirigit al principi, era propietat de l'àvia d'una de les noves dones de Manson. El ranxo Barker era propietat d'una anciana, un lloc on Manson es va presentar amb un altre membre de la «família Manson» que era músic i necessitava un lloc tranquil per compondre. Quan la dona va accedir al fet que es quedessin allí, Manson la va obsequiar un dels discos d'or dels Beach Boys.
Una vegada que van tornar al Ranxo Spahn, Manson i Watson van visitar un conegut a Topanga que els va tocar cançons de The Beatles de l'àlbum The White Album, que recentment havia sortit al mercat. Manson es va obsessionar amb el grup.
Des de feia algun temps, Manson havia estat dient que la tensió racial entre negres i blancs estava creixent i que els negres aviat s'aixecarien en rebel·lió a les ciutats dels Estats Units. Va posar l'accent en l'assassinat de Martin Luther King ocorregut el 4 d'abril de 1968. A la nit de cap d'any, al ranxo Myers, els membres de la «família Manson» es van reunir al voltant d'una gran foguera, escoltant com Manson explicava que l'agitació social que ell els havia predit també havia estat prevista per The Beatles.

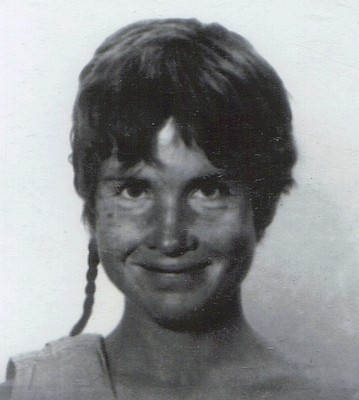
Sandra Good, membre de la «família Manson»

A principis de gener de 1969, la «família Manson» es va escapar pel desert i es va posicionar per a controlar suposades tensions de Los Angeles, mudant-se a una casa de color groc canari a Canoga Park, no lluny del Ranxo Spahn. Com que aquest lloc permetria que el grup es mantingués "submergit sota el coneixement del món exterior", Manson va anomenar el lloc "Yellow Submarine", en referència a una cançó de The Beatles. Allí, els membres de la «família Manson» es van preparar per al suposat "imminent apocalipsi".
Al febrer, la visió de Manson ja estava acabada. La «família Manson» crearia un àlbum les cançons del qual serien tan subtils com les de The Beatles i desencadenarien el caos predit. A la casa de Canoga Park, mentre es treballava en els vehicles i s'estudiava minuciosament els mapes per a preparar-se per la fugida a través del desert, també es treballava en les cançons del futur àlbum de Manson. Quan Manson va dir que Terry Melcher, productor musical amic de Denis Wilson, vindria a la casa per escoltar el material musical, les dones van preparar menjar i van netejar el lloc, però Melcher mai va arribar.

### Sharon Tate

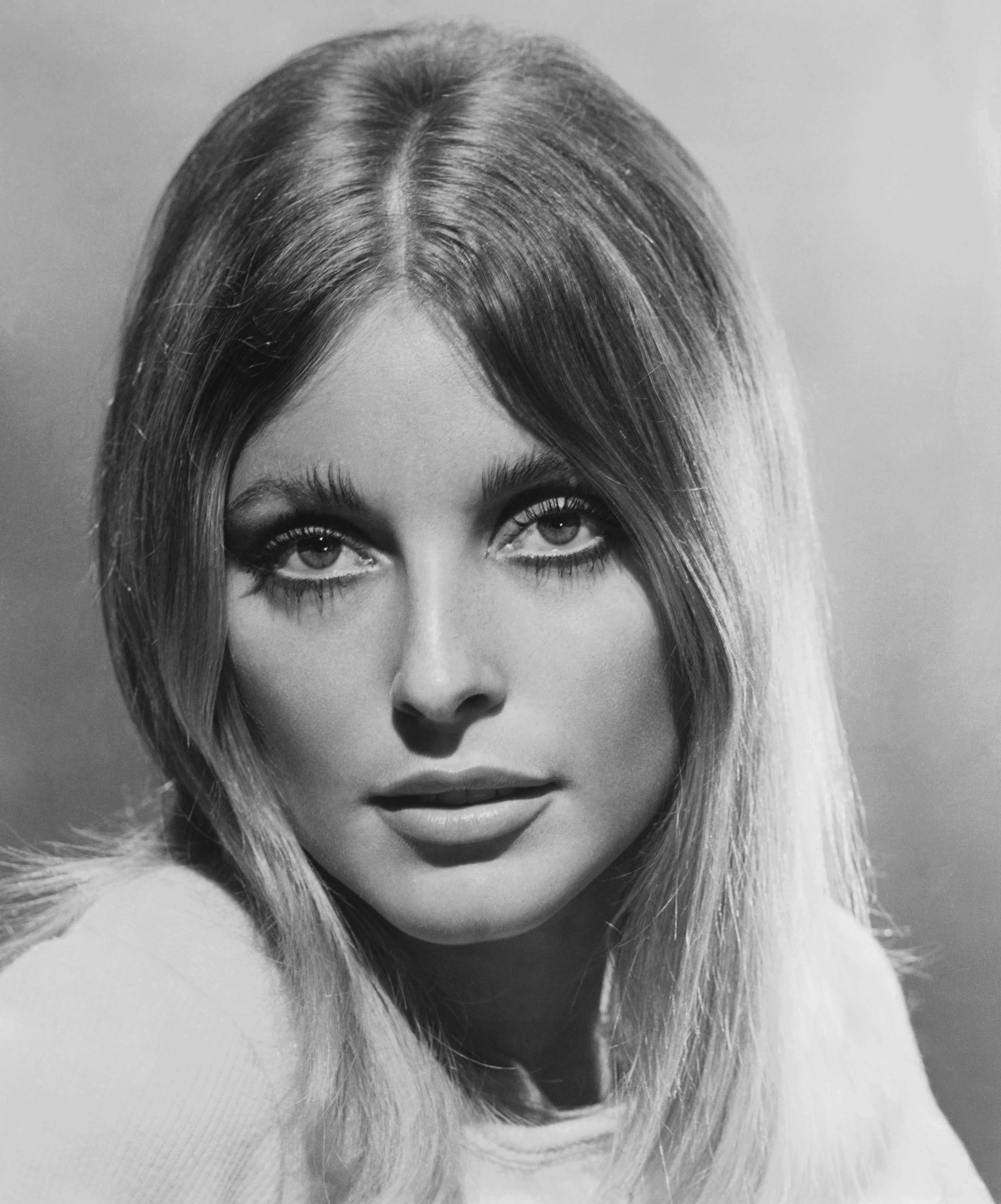
Sharon Tate en 1967.

El 23 de març de 1969, Manson, sense ser convidat, va anar al número 10050 de Cielo Drive, a Beverly Hills, que ell coneixia com l'adreça de la residència de la qual Terry Melcher era inquilí. La propietat era de Rudi Altobelli, empresari de l'espectacle, però Melcher ja no era inquilí del lloc. Des de febrer d'aquell any, els inquilins eren Sharon Tate i Roman Polanski.
Manson va ser rebut per Shahrokh Hatami, un fotògraf i amic de Tate. Hatami estava allí per a fotografiar Sharon Tate abans de la seva partença cap a Roma l'endemà. Després d'haver vist Manson a través d'una finestra i com es va acostar a la casa principal, Hatami havia sortit al porxo a preguntar-li què volia.
Quan Manson li va dir a Hatami que estava buscant Terry Melcher, Hatami li va informar que no el coneixia i que aquell lloc era la residència de Roman Polanski. Manson se'n va anar. Preocupat pel desconegut a la propietat, Hatami va baixar a la vorera per a fer front a Manson. Darrere de Hatami, en la porta principal de la casa, va aparèixer Sharon Tate i li va preguntar a Hatami que qui cridava. Hatami va dir que un home estava buscant a algú. Hatami i Tate van mantenir les seves posicions mentre Manson, sense dir una paraula, s'anava allunyant.
Rudi Altobelli va veure Manson des de la casa d'hostes propera i va preguntar a través de la porta què volia, Manson li va respondre que estava buscant Melcher. Altobelli va dir a Manson que Melcher s'havia mudat a Malibu, mentint-li, ja que Altobelli no sabia la nova adreça de Melcher. Manson li va fer un parell de preguntes més a Altobelli i aquest li va dir a Manson que se n'anés i que no molestés més als seus inquilins. Manson se'n va anar. Altobelli i Tate van viatjar l'endemà a Roma.

## Crims

### Trets a Crowe
El juny de 1969, Manson va dir a la «família Manson» que havien de mostrar als negres com començaria el "Helter Skelter". Manson va encarregar a Watson l'obtenció de diners suposadament destinats a ajudar a la «família Manson», que els va aconseguir estafant un traficant de drogues negre anomenat Bernard "Lotsapoppa" Crowe. Aquest últim va respondre amenaçant d'acabar amb tothom al ranxo Spahn.
L'1 de juliol de 1969, Manson va disparar a Crowe en el seu apartament a Hollywood, però Crowe va sobreviure. Manson va creure que havia matat Crowe, la qual cosa va confirmar amb un informe de les notícies televisives que van anunciar el descobriment del cos d'un integrant dels Panteres Negres de Los Angeles. Encara que Crowe no era membre dels Panteres Negres, Manson va arribar a la conclusió que n'havia assassinat un i que hi hauria represàlies per part d'aquest grup. Manson va tornar al ranxo Spahn desplegant tàctiques defensives, amb patrulles nocturnes i guàrdies armats cuidant el ranxo.

### Assassinat de Hinman
El 25 de juliol de 1969, Manson va enviar alguns membres de la «família Manson», entre ells Bobby Beausoleil, juntament amb Mary Brunner i Susan Atkins a la casa del músic Gary Hinman, per a persuadir-lo de lliurar uns diners que Manson va pensar que Hinman havia heretat. Segons Beausoleil, havien realitzat la visita perquè Hinman els havia venut mescalina de baixa qualitat i volien recuperar els seus diners. Els tres van retenir Hinman com a ostatge dos dies, durant els quals Manson va aparèixer amb un ganivet i va tallar l'orella de Hinman. A continuació, Beausoleil va apunyalar Hinman fins a assassinar-ho, aparentment sota les instruccions de Manson. Abans d'abandonar l'escena del crim, Beausoleil o una de les dones, van utilitzar la sang de Hinman per a escriure a la paret "Political piggy" i dibuixar una pota de pantera, símbol del partit Panteres Negres, per implicar-los.
Beausoleil va ser detingut el 6 d'agost de 1969, després d'haver estat sorprès conduint el cotxe de Hinman. La policia va trobar l'arma homicida al vehicle.
L'endemà passat, Manson va dir als membres de la «família Manson» al ranxo Spahn: «Ha arribat el moment del Helter Skelter».

### Assassinat de Sharon Tate
La nit del 8 d'agost de 1969, Manson va ordenar a Watson d'agafar Susan Atkins, Linda Kasabian i Patricia Krenwinkel, una de les primeres a entrar a la «família Manson», per a anar a "la casa on vivia Melcher" i "destruir totalment a tothom de la manera més horripilant que puguis".
Manson va ordenar a les dones que seguissin totes les instruccions de Watson. A la casa del número 10050 de Cielo Drive hi eren l'actriu Sharon Tate, embarassada de vuit mesos; el seu amic Jay Sebring, el perruquer de les estrelles; un amic de Polanski i guionista anomenat Wojciech Frykowski, i la seva núvia Abigail Folger, hereva de l'empresa de cafè Folgers. El marit de Tate, Polanski, era a Londres treballant en el projecte d'una pel·lícula. Tate havia estat amb ell i havia tornat als Estats Units només tres setmanes abans.
Els membres de la «família Manson» van sortir en l'automòbil de Tex Watson. Quan el grup d'assassins va arribar a l'entrada de la propietat, Watson, que havia estat a la casa almenys en una ocasió, va pujar a un pal de telèfon prop de la porta i va tallar la línia telefònica, la mitjanit del 9 d'agost de 1969.

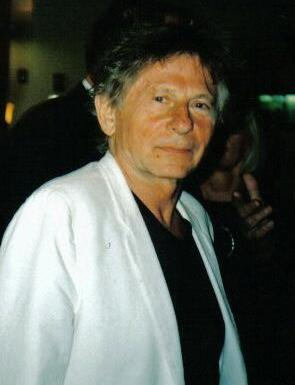
Roman Polanski, espòs de Sharon Tate, era a Londres al moment dels assassinats.

Pensant que la porta de la casa de Polanski podria tenir una alarma o tancat elèctric, es va enfilar a un mur de contenció amb males herbes i es va deixar caure al jardí. Després, Linda, Patricia i Susan van saltar el reixat de seguretat amb una bossa plena de roba neta i ganivets per a assassinar. Tex Watson portava un revòlver i 13 metres de corda de niló de tres trenes enrotllada al seu muscle. Un automòbil blanc sortia de la zona de la casa d'hostes en aquell precís moment. L'automòbil el conduïa Steven Parent, de 18 anys, amic del guarda de la finca. Tex Watson es va acostar i va saltar sobre l'auto, mentre que Parent espantat va abaixar la finestreta de l'auto, Watson va tallar el palmell de la mà esquerra de Parent deixant-li una greu ferida. Quan Parent va intentar fugir, Watson va ficar el revòlver per la finestreta i va disparar quatre vegades sobre el pit de Steven Parent, que va morir a l'acte. Després, amb l'ajuda de les dones, van empènyer el cotxe més amunt, sobre el camí d'entrada.

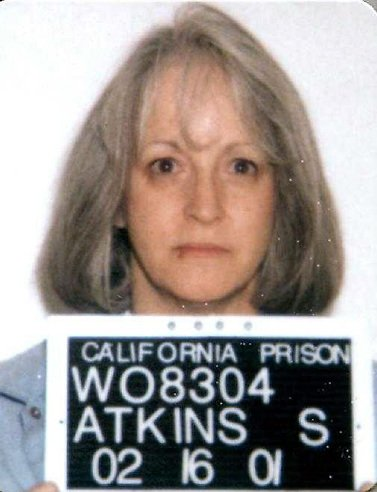
Susan Atkins el 2001, membre de la «família Manson» i una de les assassines de Sharon Tate

Després de travessar el jardí de la casa de Polanski, buscant una finestra oberta, Watson va llevar el marc amb vidre d'una finestra. Li va dir a Linda Kasabian que anés a vigilar la porta. Ella es va acostar a l'automòbil de Steven Parent i esperà allí. Mai no va arribar a trepitjar la casa. Watson va entrar per la finestra i va obrir la porta del davant, perquè Susan Atkins i Patricia Krenwinkel hi entressin.
Amb prou feines van entrar a la casa, van veure Wojciech Frykowski adormit en un sofà. Quan Frykowski va despertar, es va trobar amb Watson apuntant-li el rostre amb el seu revòlver. Susan Atkins va trobar una tovallola amb la qual van lligar les mans de Frykowski. Atkins va decidir passejar per la casa i va observar Abigail Folger llegint al llit. Va seguir caminant lentament i es va aturar a l'entrada d'una cambra on hi havia Sharon Tate conversant amb Jay Sebring. Atkins va tornar cap a on era Tex Watson i li va informar del què havia vist, i ell li va ordenar que els capturés.
Atkins i Krenwinkel van obeir. Atkins va entrar a la cambra on era Abigail Folger, que li va somriure pensant que Atkins era una convidada més, però Atkins va apuntar a Folger amb un revòlver. Després va anar a la cambra on eren Sharon Tate i Jay Sebring i els va ordenar que anessin al saló. Allí, Tex Watson va ordenar als quatre que s'estiressin de bocaterrosa. Sebring els va demanar que tinguessin en compte l'avançat estat de l'embaràs de Sharon Tate i aquests van permetre a l'actriu de seure. En un moment de descuit, Jay Sebring va intentar prendre-li el revòlver a Watson però aquest li va disparar al tors. Sebring es va desplomar a terra i Watson va començar a fer puntades de peu al seu rostre i li va trencar l'envà nasal i la conca d'un dels ulls.
Watson va exigir que li donessin tots els diners i Abigail Folger li va lliurar 70 dòlars. Mentre Frykowski seguia lligat en la butaca, Watson va lligar les dones i a l'inconscient Jay Sebring. Després va llançar un extrem de la corda sobre la biga de fusta que travessava el saló. Susan Atkins es va penjar de la corda. Watson va ordenar a Atkins que matés a Frykowski. Quan Atkins estava a punt de fer-ho, Frykowski va aconseguir esmunyir-se i, agafant-la pels cabells, la va colpejar al cap. Durant la lluita, Atkins va aconseguir apunyalar-lo quatre vegades en una cama i dues a l'esquena. D'alguna forma, el ganivet va caure i es va amagar al braç del sofà de la sala d'estar. Watson va disparar a Frykowski, però aquest seguia amb vida. Watson va colpejar Frykowski al cap amb la culata del revòlver tan fort que va trencar part del revòlver.
Abigail Folger, àdhuc il·lesa, va aconseguir esmunyir-se i córrer fins a l'entrada de la casa i va començar a cridar demanant ajuda. Patricia Krenwinkel la va perseguir. Mentrestant, Watson va apunyalar quatre vegades més a Jay Sebring i després va córrer buscant Abigail Folger. Va trobat primer Abigail Folger i es va abalançar sobre d'ella. Entre Krenwinkel i Watson van apunyalar Folger 28 vegades al jardí. Mentrestant, Frykowski agonitzant va aconseguir sortir de la casa demanant ajuda. Frykowski va aconseguir sortir fins a l'exterior, prop del lloc on era Linda Kasabian. Frykowski es va posar dempeus i es va recolzar contra el pal de la llum. Linda Kasabian i Frykowski es van mirar fixament als ulls durant diversos segons fins que va caure al terra. Watson va córrer fins a Frykowski i li va donar 51 punyalades.
Abigail Folger, encara amb vida, va aconseguir posar-se dempeus i caminar fins a l'àrea de la piscina, però després va caure morta a terra.
Linda Kasabian, horroritzada amb el que havien fet els seus companys, va córrer fins al vehicle de Watson i va pensar de fugir, però es va penedir.
Sharon Tate, il·lesa, amarrada al cadàver de Jay Sebring, va intentar fugir, però va ser descoberta per Susan Atkins. Atkins i Krewinkel la van subjectar mentre Watson la va apunyalar 16 vegades. Abans de fugir tots, Susan Atkins va agafar una tovallola, la va xopar amb la sang de Sharon Tate i va escriure a la porta d'entrada de la casa la paraula «PIG».

### Assassinat de LaBianca

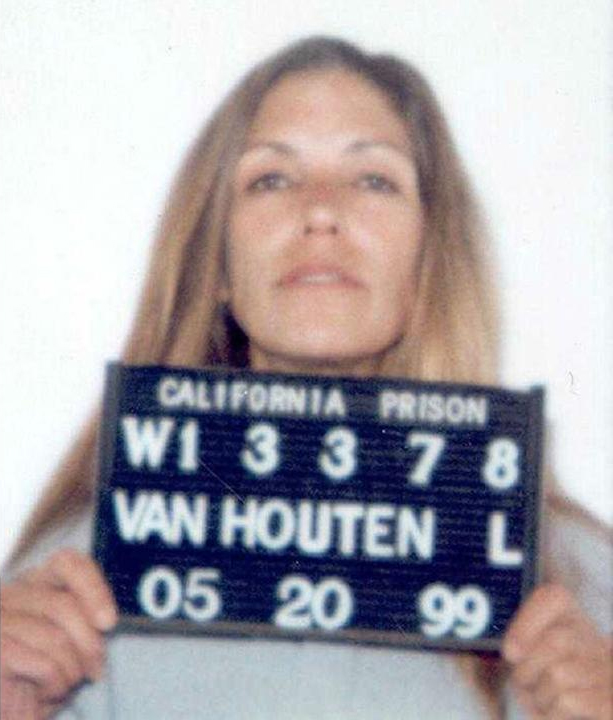
Leslie Van Houten en 1999, integrant de la «família Manson» i una de les assassines de Leno i Rosemary LaBianca.

La nit posterior als crims de la casa de Sharon Tate, sis membres de la «família Manson» van sortir amb noves instruccions. Els quatre protagonistes de l'esdeveniment anterior van ser acompanyats per Leslie Van Houten i Steve Dennis Grogan. El propi Manson, disgustat pel modus operandi dels seus adeptes en la nit anterior, que considerava sorollós i poc eficient, aquella nit va acompanyar personalment als seus pupils per a mostrar-los "com es feia".
Després de diverses hores en les quals va estar considerant on atemptar, finalment es van encaminar al número 3301 de Waverly Drive, a Los Angeles. Va resultar ser l'habitatge de Leno LaBianca, un executiu de supermercats, i la seva esposa Rosemary, copropietària d'una botiga de roba. La «família Manson» coneixia bé la zona perquè l'any anterior havien assistit a una festa en aquell mateix carrer.
El mateix Manson va assaltar l'habitatge dels LaBianca. Va despertar Leno a punta de pistola al sofà on s'havia quedat adormit llegint el diari, i el va traslladar al dormitori al costat de la seva esposa. Allí, Tex Watson, seguint instruccions va cobrir els caps de la parella amb fundes de coixí i va subjectar-les fermament al seu lloc amb cable telefònic. Després de presenciar això amb satisfacció, Manson va abandonar l'escena, no sense abans enviar a l'interior del domicili a Krenwinkel i Van Houten, amb clares instruccions que el matrimoni havia de ser assassinat.
Watson va traslladar de nou Leno LaBianca a la sala d'estar, i allí va començar a apunyalar-lo amb un ganivet de caça. L'agressor es va aturar en sentir sorolls de forcejament procedents de l'habitació. Al arribar-hi es va trobar Rosemary LaBianca intentant mantenir a ratlla Krenwinkel i Van Houten, servint-se del llum que portava lligat al coll. Tex Watson va sotmetre la dona propinant-li diverses punyalades amb el ganivet. Després d'això va tornar a la sala d'estar i va tornar a atacar Leno, provocant-li la mort després de 12 punyalades. Quan va acabar, va tallar la paraula "War" a l'abdomen exposat de la víctima, després de desbotonar-li el pijama.
A l'habitació, les dones van acabar la seva part de la feina amb la senyora LaBianca, a la qual van seguir apunyalant sense parar. A l'autòpsia es van trobar fins a 41 ferides d'arma blanca.
Després dels brutals assassinats, i mentre Tex Watson es dutxava al mateix habitatge, Krenwinkel va escriure "Rise" i "Death to the pigs" a les parets i "Helter Skelter" a la porta de la nevera, emprant la sang del senyor LaBianca. Després va propinar al difunt Leno 14 ferides punxants amb una forquilla de trinxar, que va deixar finalment clavada al seu estómac, i després va deixar un ganivet carnisser clavat a la gola de la víctima.
Els assassins dels LaBianca van tornar al ranxo Spahn. Mentrestant, Manson, acompanyat per Susan Atkins i Linda Kasabian, tenia la intenció que la «família Manson» cometés un altre assassinat, però els plans no es van concretar i es va desestimar la idea. La nit va acabar simplement amb Atkins defecant a les escales d'entrada d'un habitatge.

## Procés judicial

### Recerca
Membres de la «família Manson» havien estat ja responsables de l'assassinat de Gary Hinman, un professor de música, i se'ls creia autors de molts altres assassinats. En qualitat de sospitosa de còmplice d'aquest homicidi es va detenir Susan Atkins, i aquesta va acabar essent fatal per a Manson i el seu grup. A la presó la noia va presumir davant d'una companya de la seva participació en els crims de les residències de Sharon Tate i dels LaBianca. Aquella reclusa no la va delatar, però va explicar la història a una altra presa que sí que es va animar a formular la denúncia. A partir d'aquell moment anirien caient en mans de les autoritats els integrants del grup.

### Detencions i empresonament

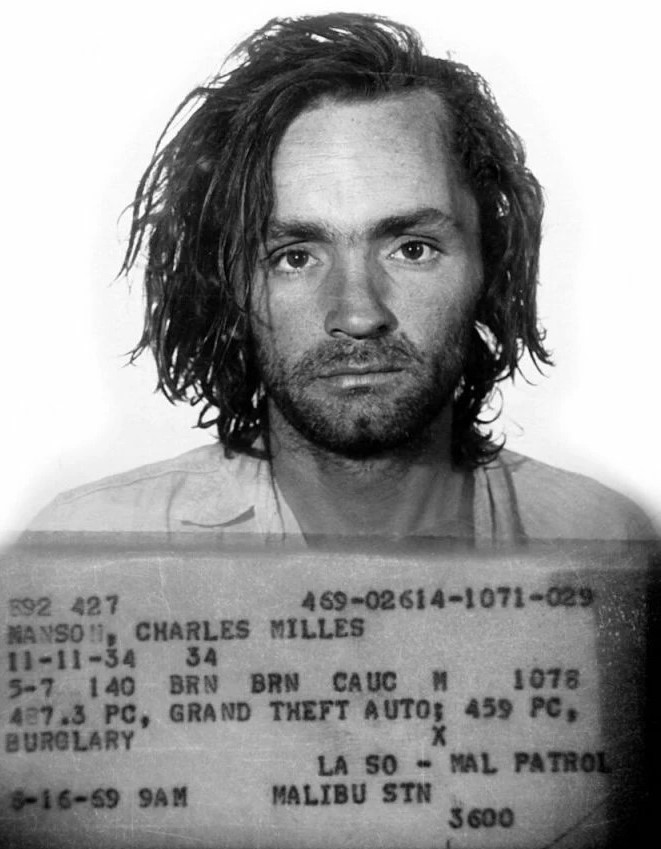
Cartell policial de Manson

Atkins va ser jutjada i condemnada a cadena perpètua. L'1 de desembre de 1969, la «família Manson» va ser ràpidament desestructurada. Els seus membres més importants van ser ràpidament detinguts i portats a judici. Elements com Tex Watson, Patricia Krenwinkel, o Leslie Van Houten, van ser condemnats a cadena perpètua.
L'excepció la va marcar Linda Kasabian. Aquesta, suposadament horroritzada amb el modus operandi de la «família Manson» des de la nit de l'assassinat de Sharon Tate, va escapar del ranxo Spahn abandonant la seva pròpia filla i deixant-la en mans del grup criminal. Quan els integrants principals del grup de Manson van ser detinguts, se li va oferir immunitat a canvi de declarar en contra d'ells. Després d'això va poder recuperar la seva filla i refer la seva vida.
Manson no havia estat present als assassinats, però a causa de la sagacitat i eloqüència del fiscal Vincent Bugliosi, va ser condemnat per conspiració i autor intel·lectual a la pena de mort. Aquesta sentència va ser més tard commutada per cadena perpètua després que la Cort Suprema de Califòrnia abolís la pena de mort en aquest estat.

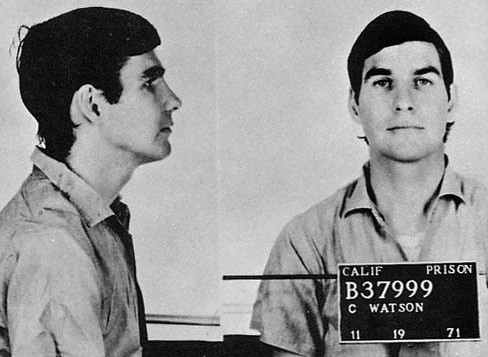
Charles "Tex" Watson en 1971, assassí de Sharon Tate

Durant el seu procés penal, el reu es va defensar a si mateix i va convertir les audiències en actes de circ.
| «                                      | Manson va sorprendre tothom dient que ell també volia declarar... Va estar parlant durant una hora. Va començar parlant tan fluix que els espectadors que omplien la sala havien d'inclinar-se cap endavant per a sentir-lo. Però després de pocs minuts la veu va canviar, es va anar fent més forta, més animada i, com ja havia descobert de les meves converses amb ell, quan això ocorria semblava que el seu rostre també canviava. Manson el "poca cosa", Manson el Màrtir, Manson el Mestre, Manson el Profeta. Va anar passant per aquestes i més personalitats | » |
| — Vincent Bugliosi, fiscal de la causa | |   |

Algunes de les frases que va pronunciar durant el judici es van tornar tristament cèlebres, i mostren l'afany de sensacionalisme que l'omplia. En defensa dels seus seguidors va expressar: «Vostès han lliurat a mi els seus fills, vostès els van assenyalar. Jo només he intentat ajudar-los a aixecar-se. Tot el que han fet aquestes criatures ho han fet per amor als seus germans».

### Assassinat de Shea

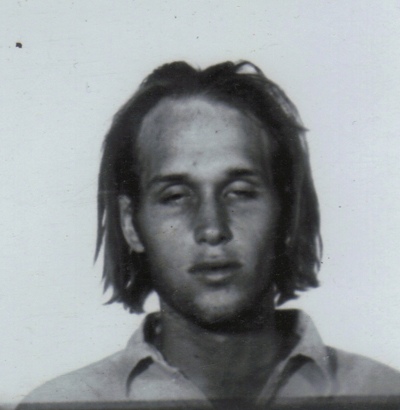
Steve Dennis Grogan, un dels assassins de Shea.

En un judici realitzat en 1971, Manson va ser declarat culpable de l'assassinat del músic Gary Hinman i de l'actor Donald Shorty Shea. Donald Shea, a més de ser actor, era un dels cuidadors del ranxo Spahn. No se sap la data precisa en què va ocórrer el crim perquè el seu cos va aparèixer anys després de l'estada de la secta en aquell lloc. Si Grogan no hagués col·laborat amb la policia per a trobar el cadàver de Shea, aquest homicidi mai hagués sortit a la llum. Pel que sembla, Manson va ordenar a Steve Grogan i Bruce Davis, que assassinessin a Shea, ja que Manson sospitava que parlava constantment amb George Spahn, amo del ranxo, perquè foragités la «família Manson». Hi ha rumors que afirmen que Manson sospitava que Shea sabia dels assassinats de Sharon Tate i el matrimoni LaBianca. Steve Grogan va cooperar amb les autoritats i els va informar on era el cadàver de Shea, que es trobava soterrat prop del ranxo. La policia va trobar culpables de l'homicidi a Steve Grogan i Bruce Davis com a autors materials i a Charles Manson com a autor intel·lectual del crim. Tex Watson, Bill Vance i Larry Bailey, tots membres de la «família Manson», també eren sospitosos de l'homicidi, fins que es va demostrar el contrari.

### Condemnes a la Família Manson
| Sentències          | Sentències |
| ------------------- | --- |
| Charles Manson      | Condemnat a cadena perpètua. Hauria tingut dret de sol·licitar la llibertat condicional a partir de 2027, però va morir el 2017 a l'edat de 83 anys. |
| Tex Watson          | Compleix cadena perpètua pels assassinats de Sharon Tate i del matrimoni LaBianca. En el transcurs del seu tancament, Watson es va convertir al cristianisme evangèlic, va escriure nombrosos llibres, es va casar i va tenir quatre fills, a més d'entrenar-se com a ministre religiós. La seva esposa, Kristin, i els seus fills, viuen prop de la presó, i a la casa familiar funciona el lloc web de la seva església, anomenada Abounding Love Ministries, Inc. |
| Susan Atkins        | També va complir cadena perpètua a Frontera, Califòrnia. Com Watson, Atkins es va casar a la presó, però en dues oportunitats, i la seva última audiència per acollir-se al benefici de la llibertat condicional es va realitzar el 2000, sense obtenir resultats per l'oposició de la germana de Sharon Tate. Susan Atkins va morir el 2009 a la presó. |
| Patricia Krenwinkel | També compleix cadena perpètua a la mateixa presó on Susan Atkins va estar presa. No es va presentar en la seva audiència de llibertat condicional el 1997 i la seva vida és bastant reservada. |
| Linda Kasabian      | Va obtenir immunitat en declarar i aportar proves en contra de Manson i altres membres de «La Família». Actualment està en llibertat. |
| Sandra Good         | Va ser condemnada pels seus intents de comunicació amb Manson, quan aquest ja era a la presó. La seva condemna de 10 anys va ser complerta a Terminal Island, Califòrnia i després de ser alliberada, es va mudar prop de Corcoran, on romania detingut Manson. |
| Steve Dennis Grogan | Va ser condemnat i empresonat per la seva complicitat en l'assassinat de Donald Shea, el cos del qual no va ser trobat en aquest moment. El 1979 Grogan va acordar amb les autoritats la seva llibertat condicional a canvi d'explicar la localització del cos del delicte. Finalment, el 1985 va sortir en llibertat. |
| Bruce Davis         | Compleix cadena perpètua a San Luis Obispo, Califòrnia, pels assassinats de Gary Hinman i Donald Shea. Va tenir 20 audiències de llibertat condicional, però sempre li va ser denegada. |
| Leslie Van Houten   | Actualment compleix condemna a Front Califòrnia, i la llibertat condicional li va ser denegada en catorze oportunitats. Van Houten està acusada d'haver apunyalat Rosemary LaBianca 15 vegades, encara que ella sosté que la dona ja era morta quan la va apunyalar. La seva joventut, la seva vulnerabilitat a les paraules de Manson i la seva conducta com a presonera model, han portat diversos mitjans periodístics a posar-se de la seva part. El 14 d'abril de 2016, un comitè judicial de l'estat de Califòrnia va proposar donar-li la llibertat condicional, però va rebre el veto del governador de Califòrnia Jerry Brown. |
| Bobby Beausoleil    | Va ser condemnat el 1969 per l'assassinat de Gary Hinman, i roman a la presó malgrat haver presentat nombroses apel·lacions. Es va casar el 1982. Durant els més de 30 anys que duu a la presó, s'ha dedicat a la música electrònica i a la producció de vídeos. |
| Lynette Fromme      | Acusada de l'intent d'assassinat del president dels Estats Units Gerald Ford el 1975, va complir la seva condemna de presó fins al 14 d'agost de 2009. |